# Wesley Hills
Wesley Hills és una població dels Estats Units a l'estat de Nova York. Segons el cens del 2000 tenia 4.848 habitants.

## Demografia
Segons el cens del 2000, Wesley Hills tenia 4.848 habitants, 1.430 habitatges, i 1.272 famílies. La densitat de població era de 557,1 habitants per km².
Dels 1.430 habitatges en un 45,2% hi vivien nens de menys de 18 anys, en un 81,4% hi vivien parelles casades, en un 5,9% dones solteres, i en un 11% no eren unitats familiars. En el 8,7% dels habitatges hi vivien persones soles el 3,1% de les quals corresponia a persones de 65 anys o més que vivien soles. El nombre mitjà de persones vivint en cada habitatge era de 3,37 i el nombre mitjà de persones que vivien en cada família era de 3,58.
Per edats la població es repartia de la següent manera: un 33,7% tenia menys de 18 anys, un 5,9% entre 18 i 24, un 24,4% entre 25 i 44, un 27% de 45 a 60 i un 9,1% 65 anys o més.
L'edat mediana era de 36 anys. Per cada 100 dones de 18 o més anys hi havia 95,4 homes.
La renda mediana per habitatge era de 91.613 $ i la renda mediana per família de 98.102 $. Els homes tenien una renda mediana de 65.764 $ mentre que les dones 42.734 $. La renda per capita de la població era de 32.785 $. Entorn del 3,7% de les famílies i el 7,1% de la població estaven per davall del llindar de pobresa.